# Union Springs (Alabama)
Union Springs é uma cidade localizada no estado americano de Alabama, no Condado de Bullock.

## Demografia
Segundo o censo americano de 2000, a sua população era de 3670 habitantes.
Em 2006, foi estimada uma população de 4629, um aumento de 959 (26.1%).

## Geografia
De acordo com o United States Census Bureau, a localidade tem uma área de 17,8 km², sem área coberta por água. Union Springs localiza-se a aproximadamente 168 m acima do nível do mar.

## Localidades na vizinhança
O diagrama seguinte representa as localidades num raio de 40 km ao redor de Union Springs.